# Бобровий заказник
Бобро́вий зака́зник — загальнозоологічний заказник місцевого значення в Україні. Об'єкт природно-заповідного фонду Сумської області. 
Розташоване в межах Білопільського району Сумської області, біля села Рижівка і біля міста Ворожба. 
Площа 163 га. Статус надано 1981 року. Перебуває у віданні ДП «Сумське лісове господарство» (Сумське л-во, кв. 85, 93, 95). 
Статус надано для збереження частини ділянок заплав річок Сейму та Виру, на яких зростають вільха чорна, осика, тополя. Водяться дикі тварини: бобри, кабан, сарна, єнот уссурійський.